# ヌールッディーン・ナイベト
ヌールッディーン・ナイベト（アラビア語: نور الدين نيبت, Noureddine Naybet, 1970年2月10日 - ）は、モロッコ出身の元サッカー選手。DF。

## 来歴
1990年代のモロッコ、ひいてはアフリカを代表するリベロ。モロッコ代表では長年キャプテンを務め、115キャップは史上最多。2回ワールドカップに出場。2004年のアフリカネイションズカップでは決勝に進出した。
ウィダード・カサブランカでプロキャリアをスタートさせ、国内リーグ3連覇、1992年アフリカチャンピオンズカップ優勝に貢献。
ナント、スポルティングCPを経て、1996年からはスペインのデポルティーボ・ラ・コルーニャに移籍。堅守を築き、「スーペル・デポルティーボ」の立役者の一人となり、1999-2000シーズンのリーガ、2001-02シーズンのコパ・デル・レイを獲得した。

## 代表歴

### 出場大会
- 1990年 - 2006年 モロッコ代表
  - 代表デビュー : 1990年8月9日 vs チュニジア
  - 1992年 - アフリカネイションズカップ（グループリーグ敗退）
  - 1994年 - FIFAワールドカップ（グループリーグ敗退）
  - 1998年 - アフリカネイションズカップ（ベスト8）
  - 1998年 - FIFAワールドカップ（グループリーグ敗退）
  - 2000年 - アフリカネイションズカップ（グループリーグ敗退）
  - 2002年 - アフリカネイションズカップ（グループリーグ敗退）
  - 2004年 - アフリカネイションズカップ（準優勝）
  - 2006年 - アフリカネイションズカップ（グループリーグ敗退）

### 試合数
- 国際Aマッチ 117試合 3得点（1990年-2006年）[1][2]

| モロッコ代表 | 国際Aマッチ | 国際Aマッチ |
| 年           | 出場        | 得点        |
| ------------ | ----------- | ----------- |
| 1990         | 4           | 0           |
| 1991         | 5           | 0           |
| 1992         | 7           | 0           |
| 1993         | 8           | 0           |
| 1994         | 6           | 0           |
| 1995         | 4           | 0           |
| 1996         | 6           | 0           |
| 1997         | 8           | 2           |
| 1998         | 12          | 1           |
| 1999         | 7           | 0           |
| 2000         | 8           | 1           |
| 2001         | 10          | 0           |
| 2002         | 8           | 0           |
| 2003         | 6           | 0           |
| 2004         | 9           | 0           |
| 2005         | 3           | 0           |
| 2006         | 6           | 0           |
| 通算         | 117         | 3           |